# Guatemala en los Juegos Centroamericanos y del Caribe
Guatemala participa en los Juegos Centroamericanos y del Caribe desde la primera edición, realizada en México en 1926.
El país está representado ante los Juegos Suramericanos por el Comité Olímpico Guatemalteco 
y fue sede de la sexta edición del evento deportivo en Ciudad de Guatemala 1950.

## Delegación
Para los XXI Juegos Centroamericanos y del Caribe, Guatemala contó con una delegación de 420 deportistas que participaron en 40 disciplinas deportivas.

## Medallero histórico
| Año   | País                               | Sede                       | Posición | Oro | Plata | Bronce | Total |
| ----- | ---------------------------------- | -------------------------- | -------- | --- | ----- | ------ | ----- |
| 1926  | Bandera de México                  | Ciudad de México           | 3/3      | 0   | 0     | 3      | 3     |
| 1930  | Bandera de Cuba                    | La Habana                  | 8/9      | 0   | 0     | 2      | 2     |
| 1935  | Bandera de El Salvador             | San Salvador               | 5/8      | 1   | 10    | 8      | 19    |
| 1938  | Bandera de Panamá                  | Ciudad de Panamá           | Ausente  | -   | -     | -      | -     |
| 1946  | Bandera de Colombia                | Barranquilla               | 10/13    | 2   | 3     | 3      | 8     |
| 1950  | Bandera de Guatemala               | Ciudad de Guatemala        | 5/14     | 9   | 25    | 25     | 59    |
| 1954  | Bandera de México                  | Ciudad de México           | 8/11     | 3   | 8     | 11     | 22    |
| 1959  | Bandera de Venezuela               | Caracas                    | 8/12     | 1   | 5     | 7      | 13    |
| 1962  | Bandera de Jamaica                 | Kingston                   | 13/15    | 1   | 2     | 2      | 5     |
| 1966  | Bandera de Puerto Rico             | San Juan                   | 9/18     | 1   | 2     | 3      | 6     |
| 1970  | Bandera de Panamá                  | Ciudad de Panamá           | 10/21    | 0   | 2     | 4      | 6     |
| 1974  | Bandera de la República Dominicana | Santo Domingo              | 18/23    | 0   | 0     | 1      | 1     |
| 1978  | Bandera de Colombia                | Medellín                   | 18/21    | 0   | 0     | 6      | 6     |
| 1982  | Bandera de Cuba                    | La Habana                  | 10/22    | 2   | 1     | 6      | 9     |
| 1986  | Bandera de la República Dominicana | Santiago de los Caballeros | 10/26    | 2   | 4     | 9      | 15    |
| 1990  | Bandera de México                  | Ciudad de México           | 8/29     | 2   | 5     | 25     | 32    |
| 1993  | Bandera de Puerto Rico             | Ponce                      | 8/31     | 3   | 8     | 36     | 47    |
| 1998  | Bandera de Venezuela               | Maracaibo                  | 10/32    | 3   | 11    | 22     | 36    |
| 2002  | Bandera de El Salvador             | San Salvador               | 6/31     | 20  | 23    | 47     | 90    |
| 2006  | Bandera de Colombia                | Cartagena de Indias        | 10/32    | 5   | 13    | 30     | 48    |
| 2010  | Bandera de Puerto Rico             | Mayagüez                   | 7/31     | 14  | 20    | 36     | 70    |
| 2014  | Bandera de México                  | Veracruz                   | 7/32     | 15  | 19    | 44     | 78    |
| 2018  | Bandera de Colombia                | Barranquilla               | 6/37     | 21  | 22    | 41     | 84    |
| Total | Total                              |                            | 8/32     | 105 | 184   | 370    | 659   |

## Desempeño
Guatemala ocupó el séptimo lugar en la última edición de los Juegos Mayagüez 2010.

### XXI Juegos Centroamericanos y del Caribe Mayagüez 2010
Fuente:
Organización de los XXI Juegos Centroamericanos y del Caribe Mayagüez 2010. 
| Clasificación del País | Clasificación del Total | Deportista                 | País      | Disciplina   |   |   |   | Total |
| 1                      | 29                      | Kevin Cordon               | Guatemala | Bádminton    | 3 | 0 | 0 | 3     |
| 2                      | 72                      | Gisela M. Morales Valentin | Guatemala | Natación     | 2 | 1 | 0 | 3     |
| 3                      | 89                      | Rodolfo Ramírez            | Guatemala | Bádminton    | 2 | 0 | 1 | 3     |
| 4                      | 174                     | Pedro Yang                 | Guatemala | Bádminton    | 1 | 1 | 0 | 2     |
| 5                      | 226                     | Crhistian López            | Guatemala | Halterofilia | 1 | 0 | 1 | 2     |
| 5                      | 226                     | Sergio Sánchez             | Guatemala | Tiro         | 1 | 0 | 1 | 2     |
| 7                      | 298                     | Jean Pierre Brol           | Guatemala | Tiro         | 0 | 2 | 0 | 2     |
| 7                      | 298                     | Juan Guevara               | Guatemala | Remo         | 0 | 2 | 0 | 2     |
| 7                      | 298                     | Oscar Maeda                | Guatemala | Remo         | 0 | 2 | 0 | 2     |
| 10                     | 336                     | Herman García              | Guatemala | Remo         | 0 | 1 | 2 | 3     |
| 10                     | 336                     | Octavio Sandoval           | Guatemala | Tiro         | 0 | 1 | 2 | 3     |